# Esther Hasson

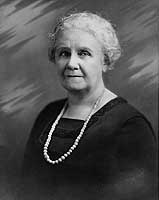
Esther Voorhees Hasson

Esther Voorhees Hasson (* 20. September 1867 in Baltimore, Maryland; † 8. März 1942 in Washington, D.C.) war der erste Superintendent des United States Navy Nurse Corps. Vor und nach ihrem Dienst im Navy Nurse Corps war sie Krankenschwester bei der US Army.

## Karriere
Esther Voorhees Hasson machte eine Ausbildung zur Krankenschwester an der Connecticut Training School for Nurses in New Haven, Connecticut, die sie 1897 abschloss. Im Juni 1898 wurde sie während des Spanisch-Amerikanischen Krieges vertraglich durch die US Army als Krankenschwester verpflichtet und diente auf dem Lazarettschiff Relief und auf den Philippinen. 1901 verließ sie die Armee und arbeitete von 1905 bis 1907 in Panama.
Als das US Navy Nurse Corps aufgestellt wurde, leistete Hasson am 18. August 1908 ihren Amtseid als erste Superintendentin des Korps. Unter ihrer Führung wurden weitere 19 Krankenschwestern rekrutiert und für den Dienst in der Marine vorbereitet. Im Januar 1911, als Hasson ihren Abschied nahm, war die Zahl bereits auf 81 angewachsen. Ihre Nachfolgerin als Superintendentin wurde Lenah Higbee.
Im Juni 1917 wurde Hasson eine Krankenschwester der Reserve der US-Marine und leistete nach dem Kriegseintritt der Vereinigten Staaten in den Ersten Weltkrieg in Europa Dienst. Sie war Chief Nurse von zwei Armeestützpunkten. Im Juni 1919 ging sie endgültig in den Ruhestand.

## Aufgaben als Superintendentin
Als erster Superintendent des United States Navy Nurse Corps war es Esther Hassons Aufgabe, qualifiziertes Krankenpflegepersonal zu verpflichten und die Ausbildung der aufgenommenen Krankenschwestern sicherzustellen. Hinzu kam die organisatorische Verwaltung des Corps. Die ersten 19 Krankenschwestern, die man aus 33 Bewerberinnen aussuchte, wurden als „Sacred Twenty“ bekannt.